# Columbus (Wisconsin)
Columbus – miasto w południowej części amerykańskiego stanu Wisconsin, nad rzeką Crawfish. Większość obszaru miasta należy do hrabstwa Columbia, jednak fragment znajduje się na terytorium Hrabstwa Dodge. W czasie spisu powszechnego w 2000 roku ludność miasta wynosiła 4 479 osób. Szacowana ludność w roku 2008 wynosiła 5 093. 

Columbus, mapa z 1868

W mieście znajduje się pasażerska stacja kolejowa państwowego przewoźnika Amtrak, na której zatrzymują się pociągi obsługujące linię Empire Builder.

## Ludzie związani z Columbus
- James T. Lewis (1819-1904) – gubernator Wisconsin w latach 864–1866[3]
- Heather Miller-Koch (ur. 1987) – lekkoatletka[4]